# ざ・ちぇんじ!
『ざ・ちぇんじ!』は、氷室冴子の小説。1983年 - 1985年にかけて集英社のコバルト文庫より発行された、平安時代の宮廷貴族社会を舞台にした上下巻からなる少女小説。同作者の『なんて素敵にジャパネスク』はこの作品の習作のために書かれたとされる。

## 概要
副題に『新釈とりかえばや物語』とある通り、ストーリーは平安末期に書かれた『とりかへばや物語』を下敷きにしている。ただし、実際に男女の仲になるのが一組だけであり、「若君」（女性）の妊娠が勘違いであるなど、表現はソフト気味になっており、少女小説に相応しい改変が加えられている。

## 登場人物

### 主人公
綺羅君（♀）（綺羅中将）
権大納言藤原顕通卿の姫。初登場時14歳。幼少時より活発で男児の装束をまとい、女子の行う琴や貝合わせには見向きもせず、蹴鞠・小弓・笛・漢学など、男子のたしなみに興味をしめし、都の若者ではピカ一とまで言われていた。長じて男姿で元服。官職を得て宮廷に出仕するまでに至る。
美貌と親しみやすい性格で、一躍宮廷の花形公達に。元服前に訪れた北嵯峨で、女として主上と運命的な出会いをしているが、自分が女である事実を隠すため、弟の綺羅姫だったことにした。しかし、本当は主上に心底惚れており、名乗れない悔しさを感じることも。
頭の回転が早く、非常に物知りだが、男女における基本的知識が欠如しており、16歳まで子供というのは神仏が授けてくれると思いこんでいた。弟により教えられ、カルチャーショックを受けながらも納得するが、表現がやや遠回しだったため、後に接吻だけで子供が出来たと思いこむ。それが原因で失踪。周囲は儚くなったのではと心配していたが、当の本人は子供が生まれたら、母子で雄々しく生きるつもりだった。
その後、しばらくの間、魚採り女として生活していたが、姉を探しに来た弟と再会。弟と入れ替わることで、女君に戻り、尚侍として後宮へ上がり、「もう少し髪が伸びるまでは」（主上のはからいで）と「かもじ」を着けて入内を待つこととなった。
綺羅姫（♂）（綺羅尚侍）
権大納言藤原顕通卿の嫡男。綺羅君の異母弟。同い年で、誕生日は一日違い。姉弟揃って、美人で有名だった父方の曾祖母に似ているため、姉と瓜二つの容姿を持つ。難産で生まれ、発育が危ぶまれたが、生母の「姫として育てれば成人する」との主張により女児として養育され、都でも評判の美姫に育つ。
好んで男子の格好をしていた姉とは違い、母の意向で女の格好をしているに過ぎず、当人は自身の性別を知ってから、男に戻りたがっている。が、ほんのちょっとしたことで失神してしまうほど弱々しく、母や女房らの気迫に勝てず、姉の元服にあわせて、女として裳着をするに至る。
しばらくの間は、父の屋敷で静かに過ごしていたが、綺羅君と三の姫のことを嫉妬した主上によって、尚侍として後宮に上がるはめになる。出仕当初は他の女御やその女房たちに警戒されていたが、大人しい生活態度と、忍び込んできた主上を見た瞬間、後宮中に響き渡るほどの悲鳴を上げて、失神するという内気さから、「なんぼ美しゅうてもあれでは、ライバルになりようがありまへん」と歓迎された。
女東宮の世話係に就き、最初の内はわがままぶりに嘆いていたが、一緒に過ごす内、女東宮に淡い思いを抱くようになる。後に女東宮に男であることを告白。両思いとなる。
物語後半、自らの女御入内話が現実化してきたため、男に戻り、姉を捜索。気晴らしに散策をしていた最中、偶然にも再会を果たした。その後は、女東宮所有の宇治の別荘にて、姉の命により男としての暮らしを勉強中。

### 主人公の恋のお相手
主上
当代の天皇（今上天皇）。女御を3人持つが、女児はいるものの、男児が生まれておらず、男兄弟がいないため、仕方なく妹が東宮についている。大きな権力争いもなく、平穏な都の今上帝であるが故に、男皇子に恵まれないこと、妹宮が全く東宮の器でないこと、女御たちの仲の悪さに閉口していることなどが、人々の話題になりがちで気苦労が絶えない。
北嵯峨で出会った乙女を綺羅姫と誤解し、瓜二つと評判の兄綺羅君（実は本人）の元服を促す。綺羅君の出任せから北嵯峨の乙女の入内は容易ではないと落胆したものの、綺羅君が傍にいるだけで幸せを感じるようになる。が、そのせいで綺羅君と三の姫の結婚に猛烈に嫉妬。更には、綺羅君が誰よりも大切にし、決して男を近づけないようにしている妹姫（実際には弟だとばれないように必死になっている）を、尚侍として出仕させ、綺羅君を宮廷に釘付けにしようとまでする。
綺羅君が失踪した原因を、宰相中将が三の姫を寝取ったことだと思い込み（実際には宰相中将に接吻されたことで妊娠したと勘違いしたため）、勢い余って除籍。しかし、宰相中将の潔い態度と、除籍したところで綺羅君が戻ってくるわけではないと冷静になり、三の姫が出産したのを機会に、除籍を解いた。
その後、綺羅君がいないことの寂しさから、綺羅姫の入内を独断で決定。後々になって、強引過ぎたと少々後悔していたものの、弟と入れ替わって後宮へやってきた尚侍（綺羅君）の素顔を見て、北嵯峨の乙女への情熱を再燃させ、毎日通うようになる。
思い込みが激しく我儘な一面もあるが、内心では北嵯峨の乙女＝綺羅君のことを一途に想い続けてきた。小百合曰く「殿方にしてはロマンチスト」であり、綺羅姉弟の入れ替わりに全く気づかず、出会ってからの綺羅君の口から出任せを全部素直に信じている。
宰相中将
式部卿家の一人息子で、主上の従弟。綺羅君の2つ年上。一人息子であり、両親に甘やかされて育った。自他共に認める、名うてのプレイボーイ。綺羅君と出会う前、互いに噂しか知らなかった頃には、何かと張り合っていた。
綺羅姫目当てで綺羅君と親しくする内、綺羅君の方に惹かれる。思いを遂げようと綺羅宅（右大臣邸）に忍んで行くが、何の因果か三の姫と契り、挙句三の姫を孕ませてしまう。更に、綺羅君を（女であると知らないままに）押し倒して強引に接吻を交わし、子供の作り方を知らない綺羅君に妊娠させられたと誤解される。
後に、三の姫とのことが世間に発覚し、主上の怒りを買って、除籍。しかし、一言も弁解せず、潔い態度だったことで、最終的には還殿上を許される。
三の姫
右大臣家の三女。綺羅姉弟の叔父（父の弟）の娘で従妹。ほぼ政略結婚のような形で綺羅君と結婚。年齢の割に幼く、綺羅君の秘密にも気付かない鈍感な少女。自身の屋敷の女房たちからはネンネのオカメブスと言われていたが、宰相中将いわく容姿は十人並み。
綺羅君と同じく、男女の秘め事にも疎かったが、ひょんなことから忍び込んできた宰相中将と密通。ショックと世間知らずから、自分に指一本触れなかった綺羅君に嫌われていたと思いこむ。更に一度の契りで、宰相中将の子を身篭る。浮気が発覚した後は、宰相中将と共に都の外れで謹慎。月満ちて、姫を出産した。
女東宮（皇妹久宮）
帝の妹宮。帝に男子がいない事から、不本意ながら東宮の位に就く。綺羅姫いわく「ワガママ娘」で「じゃじゃ馬」。世間からも女の東宮はふさわしくないと思われており、また祖母である女院からも東宮の器ではないと言われている。
当初は尚侍として出仕してきた綺羅姫に小豆を投げつけるなどしていたが、本当は自分のことを分かってくれる人がいない環境に苛立っていただけであり、少しずつ心を開いていく。
後に、綺羅姫と2人きりだった際に「私が男だったらどうするか」という質問に対し「北の方になってもいい」と答えたことから、「実は男君である」ことを打ち明けられる。直後は混乱したものの、すぐに受け入れ、北の方になることを約束する。両思いになった後は、主上にすら嫉妬するなど、兄同様の独占欲を発揮し、綺羅姫からは「将来、尻にしかれる」と思われている。
物語後半、綺羅姫の姉捜索に際し、持ち家である宇治の別荘を捜索拠点に提供。また宮中の情報を伝える役目も果たす。綺羅君が弟と入れ替わり、女として宮中に戻る際には、嘘泣きをしてまで協力した。

### 主人公姉弟の両親たち
権大納言（後、左大臣）
綺羅姉弟の父親、藤原顕通卿。男女の性を偽って出仕・伺候する子を持ち、また2人いる妻も各々個性的な為、気苦労が絶えない。調整能力に優れるも決断力に欠けることから「まあまあの権さん」とも称される。
綺羅君の失踪、綺羅尚侍に「女御入内させよ」と勅命が下り、ついに心労で倒れてしまう。姉捜索に向かう直前、綺羅姫が男の姿で現れた際には、姉の幻覚だと思い、もう長くないと嘆いていたが、息子が男らしくなったことには泣いて感動した。
政子
権大納言の妻で綺羅君の母。勇猛・豪快な人柄で、綺羅君の性質は母譲り。夜盗に火桶を投げつけて捕まえた経験まである。娘の綺羅君が男として生きていることに、何の疑問も抱かず、母から見ても惚れ惚れするとまで言い切っている。綺羅姫の母である夢乃の方とは仲が悪く、そのため姉弟は13歳まで一度も会ったことがなかった。
夢乃の方
同じく権大納言の妻で綺羅姫の母。信心や占いを重んじる性格で、新興宗教にも入信している。息子の綺羅姫を女児として育てたのも、この母の進言による。綺羅姫が男に戻りたいと言い出すと、本気で死んでしまうと思いこみ、強い口調で反対してきた。綺羅姫が男として姉を探しに行っていたことも、入れ替わって姉の方が尚侍として出仕していることも、全く聞かされていない。

### その他（従者・女房・宮廷の人たち）
小百合
綺羅君の乳姉妹。子供の頃はずっと彼女を「男君」と思っていたが、後に姫君だと知り「3日寝込んだわね…」とショックを受けた。綺羅君とは主従の間柄を超えた関係にあり、彼女のために綺羅君は貴族の子息と決闘しかけたこともある。綺羅姉弟が成人後は女房として仕え、弟の綺羅姫が尚侍として出仕する事になってからは、彼に仕える女房頭として共に後宮入りした。綺羅姫の姉捜索の際には都に残り、綺羅姫が潔斎しているように見せかける役を行う。後に宮中へ戻ってきた尚侍が、入れ替わった綺羅君であることは、女房の中でも彼女しか知らない。
梅壷女御
主上の女御の一人。後宮での勢力は一番上。比較的美しい妃ではあるが、「ちぃっとばかりお顔がよろしくて、才があらっしゃる」（主上の祖母女院いわく）ため、東宮時代からの妃・麗景殿女御や「多産系」と聞いて入内させた弘徽殿女御を蔑ろにしたふるまいが多い。そのためか、綺羅君や宰相中将などには敬遠されており、綺羅君には内心「大して美人じゃないくせに、気取っている」とまで思われている。主上にも「いつもつまらないことで腹を立てる」と呆れられていたが、彼女のオーバーな告げ口が原因で、綺羅姫は尚侍にさせられてしまう。
麗景殿女御
主上が東宮時代から添っている女御。主上より5歳年上。主上いわく「思慮も分別もある人」で、梅壷との件で嫌気がさし「出家したい」と切り出すが、止められる。綺羅君いわく「わりと気軽に（遊びに）行ける」女御。尚侍として出仕した綺羅姫が、女東宮の居場所へ向かうには麗景殿を通らねばならないため、日に何度か挨拶されており、比較的好意的である。
綺羅（姉）が失踪直前に訪ねてきた際、どこか様子がおかしかった事から心配していた。
弘徽殿女御
主上の女御の一人。右大臣の長女で、三の姫の姉。容姿は十人並みで、三の姫によく似ている。多産系の家系で、男児は生まれていないが、女児は生まれている。普段は大人しい性格だが、梅壷女御のことは嫌っており、嫌みの応酬をしたこともある。
綺羅姫（弟）が尚侍として出仕する事が正式に決まった時、従妹（従兄弟）とはいえ寵敵になるかもしれないことから、ピリピリしている（右大臣との会話で。）。
右大臣
綺羅姉弟の父・左大臣(前大納言)の弟で、綺羅たちの父方の叔父。長女を弘徽殿女御として入内させている。
姪と甥である綺羅姉弟の秘密を全く知らず、姉の綺羅君を男と思いこみ、元服では烏帽子親を務め、その頃から綺羅君を三の姫の婿がねに狙っていた。兄からは頑なに断られ続けていたが、娘婿・権中将と共謀し、綺羅君と三の姫の婚儀を触れ回り、断れない状況に持ち込み、まんまと結婚させた。
三の姫の懐妊が、不倫の末の事だと知り激怒。綺羅君の失踪時と重なったため、「とても綺羅さんに顔向けできません！」と捜索を緩めてしまい、三の姫を勘当。三の姫出産後は、孫姫可愛さに勘当を解き、その後は宰相中将を婿として遇していると思われる。
権中将
右大臣の二の姫の夫。舅である右大臣には認められていなかったが、綺羅君と三の姫の結婚話をばらまくことに協力したことから、気に入られる。相婿となったことで綺羅君に気軽に声をかけるも、ストレスだらけの結婚生活の原因になったことから嫌われている。
前関白左大臣
左大臣・右大臣兄弟の父。綺羅姉弟の祖父にあたるが、2人の秘密は全く知らない。中風病みで寝込んでいたが、孫娘（孫息子と思いこんでいる）の綺羅君の元服を知ると、起き出して来て右大臣と烏帽子親を争うことに。
クジ引きで負けた事から大層悔しがり、「せめてもう一人の孫の腰結い役を、やらせてくだされ！！」と主上に泣きつき、綺羅姫の裳着をする事に。その後、出家した。
近江
左大臣家に仕える女房。「大変どすえ～！！」が口癖。左大臣のすぐ傍で仕えているため、綺羅姉弟の秘密も昔から知っており、綺羅姫が髪を切って、男に戻ったことも知っている。
第1巻で、綺羅君が弾正伊宮の若君（後述）に決闘を申し込んだ件で、自身の幼なじみでもある若君の乳母から決闘をやめさせるよう、懇願された。
北嵯峨の女院
主上・女東宮の祖母。幼少期の主上を育てた人であり、主上が気軽に愚痴を零せる唯一の相手。風の便りに聞いた梅壷女御たちの諍いに頭を痛める主上を案ずる。しかし、落ち込む主上に「女運がない」と言い切るなど、はっきりした人。彼女が、綺羅君と運命の出会いを果たした主上に、権大納言家の関係者かもしれないと助言をしたことで、主上は綺羅姉弟の元服と裳着を決定した。
宇治の僧
綺羅君が失踪して、たどり着いた宇治川の畔で空腹に耐えていたのと今後について途方に暮れていた所を、入水しようと考えているのではと、勘違い（その後、2人一緒に川へ落ちた。）した事がきっかけで知り合う。
その際、これまでの経緯を打ち明けられ、妊娠の件も「それは違いますよ。」と説明。その後、綺羅君にかつて住んでいた庵を世話する。
兵部卿宮
主上のはとこ。宰相中将とは恋のライバル。だが、「好みの美形なら、男でも女でもモノにしちまう節操なし」（宰相中将いわく）である、バイセクシャルのプレイボーイ。
第2巻では、綺羅君が宰相中将に唇を奪われた現場に遭遇。その後、三の姫の不倫相手が宰相中将である事を主上に報告。綺羅君の失踪時期と重なったことから「口封じでは？」と疑う。
美濃
三の姫の乳姉妹。彼氏あり。綺羅君と三の姫が結婚してすぐに、「強引に「い」をされて、コロッといってしまったんですのよ！」と打ち明けた事で、三の姫が男女の秘め事に興味を持つきっかけを作った。
三の姫が懐妊した時に、相手が綺羅君ではない事を知り驚愕。その後、三の姫の宰相中将への文遣いをしていたが、綺羅君失踪直後、宰相中将に宛てた文を落としてしまい、不倫発覚に至ってしまう。その後、右大臣から遠ざけられた。
讃岐
夢乃の女房。綺羅君の元服を聞きつけた夢乃が、綺羅姫の裳着を実現させる（夢乃いわく「勝ち取るために」）ために始めた不寝（ねず）の読経会に参加。
讃岐を筆頭に夢乃付きの女房達全員が、読経会に参加したことから事実上のストライキに。
弾正伊宮の若君
第1巻・第2巻にて、会話での登場。宮家の子息だが、評判の「悪タレ」（権大納言（当時）いわく）。
綺羅（姉）の乳姉妹・小百合（前述）に言い寄り、怒った綺羅から決闘を申し込まれ、綺羅の剣幕に恐れをなし、「出家する」と言い張り、近江（前述）の幼なじみでもある乳母から「なんとか（決闘を）やめさしとくれ」と懇願された。
その後、出家はしなかったものの「清水に二週間籠っただけ」（第2巻での、三の姫（前述）との会話で）だとの事。

## 書誌情報

### 小説
- ざ・ちぇんじ! ―新釈とりかえばや物語〈前後編〉 (集英社文庫―コバルトシリーズ) イラスト峯村良子
  1. 1983年1月10日発売[3]、ISBN 4-08-610538-1
  2. 1983年2月10日発売[4]、ISBN 4-08-610544-6
- ざ・ちぇんじ!〈前後編〉 (Saeko’s early collection) ＊作者が加筆修正した愛蔵版。[5]イラストはない。
  1. 1996年3月22日発売[6]、ISBN 4-08-609037-6
  2. 1996年3月22日発売[7]、ISBN 4-08-609038-4
- 月の輝く夜に/ざ・ちぇんじ! (コバルト文庫) ＊底本は上記愛蔵版。表紙イラストはあるが本文イラストはない。
  - 2012年8月31日発売[8]、ISBN 978-4-08-601668-1

### 漫画版
山内直実作画
- ざ・ちぇんじ! 全4巻（花とゆめCOMICS）

1. 1987年8月19日発売、ISBN 4-59-211881-2
2. 1988年1月19日発売、ISBN 4-59-211882-0
3. 1988年10月19日発売、ISBN 4-59-211883-9
4. 1988年12月16日発売、ISBN 4-59-211884-7

- ざ・ちぇんじ! 全2巻（白泉社文庫）

1. 1999年6月15日発売[9]、ISBN 4-592-88209-1
2. 1999年9月14日発売[10]、ISBN 4-592-88210-5